# 97 Klotho
A 97 Klotho a Naprendszer kisbolygóövében található aszteroida. Ernst Wilhelm Tempel fedezte fel 1868. február 17-én.